# Gliha
Gliha je priimek v Sloveniji, ki ga je po podatkih Statističnega urada Republike Slovenije na dan 1. januarja 2010 uporabljalo 291  oseb in je med vsemi priimki po pogostosti uporabe uvrščen na 1.363. mesto.

## Znani slovenski nosilci priimka
- Erik Gliha (*1997), nogometaš
- Klemen Gliha (*1975), politik (politolog)
- Maks Gliha (1893 - 1974), fotograf
- Marko Gliha (1932 - 2015), elektrotehnik, inovator
- Nataša Gliha Komac (*1974), jezikoslovka, sociolingvistka
- Primož Gliha (*1967), nogometaš, trener
- Slavko Gliha (1940 - 2020), agronom, agrarni ekonomist in politik

## Znani tuji nosilci priimka
- Oton Gliha (1914 - 1999), hrvaški slikar slovenskega rodu
- Rafael Gliha (1918 - 2007), hrvaški agronom slov. rodu,, univ. profesor v Zagrebu
- Vilko Gliha Selan (1912 - 1987), hrvaški slikar in ilustrator slov. rodu